# Bodebächli (Langete)
Das Bodebächli, dessen Oberlauf Rohrbachgrabebach genannt wird, ist ein Fliessgewässer im Kanton Bern und ein linker Zufluss der Langete. Der Bach dient am Unterlauf auch der Flurbewässerung und treibt dort ein Kleinwasserkraftwerk an.

## Geographie

### Verlauf
Der Rohrbachgrabebach entsteht ganz im Süden des Gemeindegebiets von Rohrbachgraben zwischen den Höfen Kaltenegg und Waltimoos. Die Quelle liegt im Waldgebiet nördlich von Kaltenegg. Der Rohrbachgrabebach fliesst gegen Norden durch das Haupttal von Rohrbachgraben. Er ist stellenweise eingedolt. Nach drei Kilometern verlässt er beim Weiler Unterer Glasbach das Berggebiet und erreicht südlich von Sossau die Flur von Rohrbach. In der Ölimatte ist ein etwa 600 Meter langer Kanal vom Bach abgeleitet, der nun in die offene Landschaft kommt und nach dem Weiler Boden «Bodebächli» genannt wird.
Westlich von Rohrbach fliesst der Bach über die mehr als einen Quadratkilometer grosse Ebene neben der Langete. Der Bach folgt jedoch nicht dem von der Topographie vorgegebenen Verlauf, sondern einem vor langer Zeit künstlich angelegten Gerinne der linken Talflanke entlang zu den Weilern Kasteler und Schyne (früher «Dietwilscheinen» genannt). Mehrere kleine Bäche, die von den südwestlichen Bergen herunterkommen, sind im Mattland eingedolt und fliessen unterirdisch zum Bodebächli.

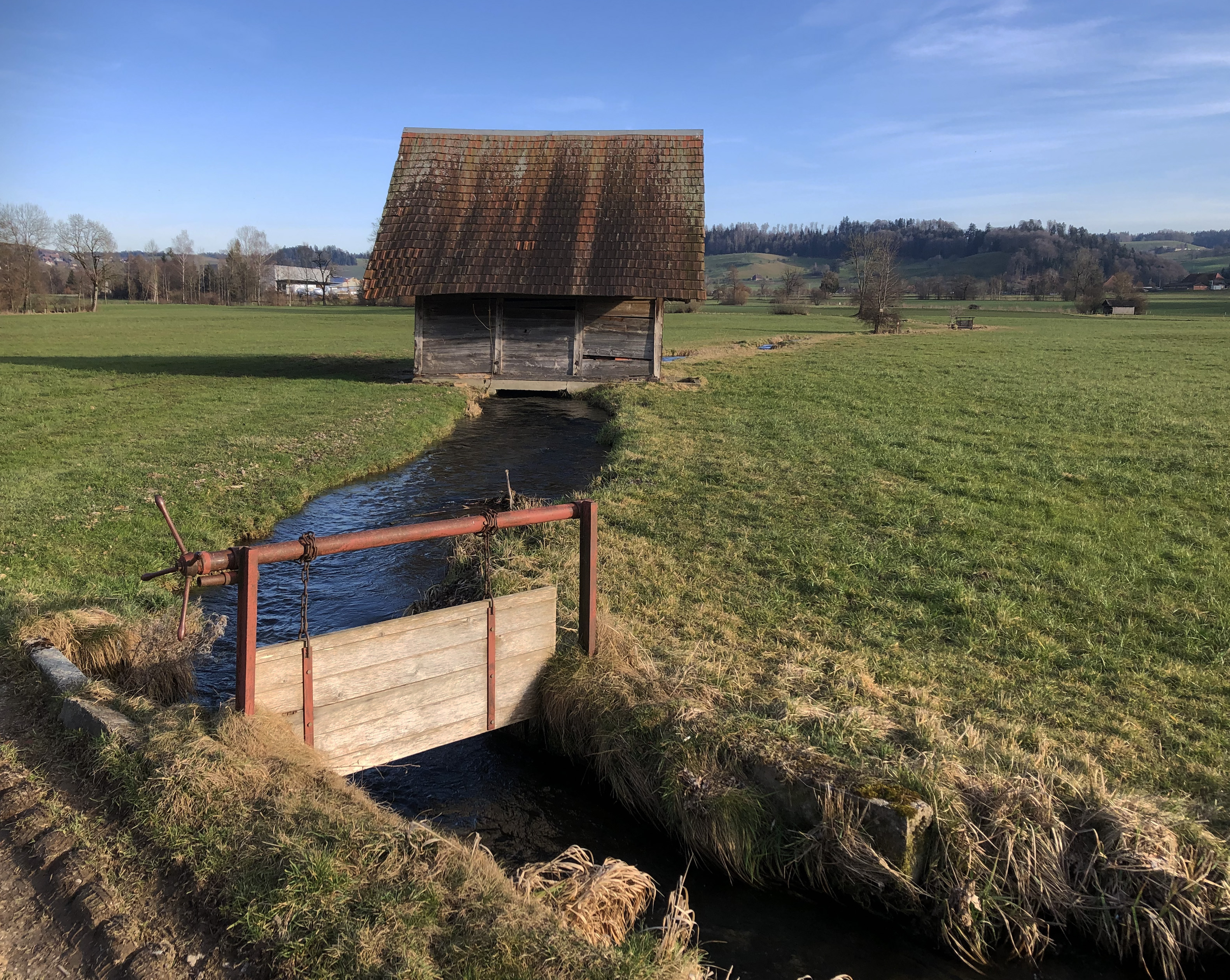
Der Mühlebach von Kleindietwil oberhalb der Mündung in das Bodebächli

Durch das Gebiet wurden weitere, von der Langete abgeleitete Wässergräben gezogen, der grösste davon ist der «Cheerigrabe». Auf diese Weise entstand ein Netz von Kanälen, von welchen aus das Land systematisch bewässert werden kann. Die offene Fläche zwischen Rohrbach und Kleindietweil ist eine der schönsten Zonen des dezentralen Landschaftsschutzgebiets «Wässermatten in den Tälern der Langete, der Rot und der Önz», das im Bundesinventar der Landschaften und Naturdenkmäler von nationaler Bedeutung (BLN) verzeichnet ist. Der Kanton Bern hat 2019 mit der neuen kantonalen Überbauungsordnung das weitere Bestehen der traditionellen Wasserwirtschaft in der Region Oberaargau und damit auch im Gebiet von Rohrbach gesichert.
Das Bodebächli erhält an seinem Unterlauf im Gebiet der Gemeinde Madiswil noch mehr Wasser durch den aus der Langete abgeleiteten Mühlekanal und fliesst zum Kleinwasserkraftwerk bei der ehemaligen, 1799 gebauten Mühle von Kleindietwil. Bei der Mühle ist der Bach eingedolt und mündet unterhalb davon bei der Scheinenstrasse-Brücke in die Langete.

### Einzugsgebiet
Das vom Rohrbachgrabebach und Bodebächli entwässerte Gebiet stösst
- im Norden und Osten an direkt zur Langete entwässertes Land
- im Westen an das Gebiet des Ursebachs, eines Nebenflusses der Langete, und
- im Süden an jenes des Rotbachs, der ebenfalls in die Langete mündet.